# Rising Above Bedlam
Az 1992-es Rising Above Bedlam Jah Wobble's Invaders of the Heart nagylemeze. Az albumot jelölték az 1992-es Mercury Music Prize-ra. A Visions of You kislemez a 10. helyig jutott a Modern Rock Tracks listán. Az album szerepel az 1001 lemez, amit hallanod kell, mielőtt meghalsz című könyvben.

## Az album dalai
|     | Cím                  | Szerző(k)                                             | Hossz |
| --- | -------------------- | ----------------------------------------------------- | ----- |
| 1.  | Visions of You       | Justin Adams, Reynolds, Jah Wobble                    | 5:35  |
| 2.  | Relight the Flame    | Adams, Natacha Atlas, Wobble                          | 4:14  |
| 3.  | Bomba                | Adams, Atlas, Nick Burton, Mark Ferda, Miller, Wobble | 5:55  |
| 4.  | Ungodly Kingdom      | Adams, Ferda, Wobble                                  | 4:29  |
| 5.  | Rising Abova Bedlam  | Adams, Michel Schoots, Wobble                         | 3:50  |
| 6.  | Erzulie              | Adams, Ferda, Wobble                                  | 7:04  |
| 7.  | Everyman's an Island | Adams, Ferda, Wobble                                  | 6:29  |
| 8.  | Soledad              | Adams, Atlas, Wobble                                  | 5:40  |
| 9.  | Sweet Divinity       | Adams, Ferda, Wobble                                  | 4:18  |
| 10. | Wonderful World      | Adams, Wobble                                         | 3:57  |

## Közreműködők
- Justin Adams – elektromos gitár, ütőhangszerek, baglama, spanyol gitár, ének
- Natacha Atlas – ének
- Harry Beckett – trombita
- Nick Burton – dob, programozás, ének
- Mark Ferda – dob programozása, effektek, hangmérnök, billentyűk, keverés, sample-ök
- Finn Lewis – design
- Mark Lockheart – tenorszaxofon
- Magic Stick – dob programozása, dob, programozás
- Kevin Mooney – ének, háttérvokál
- Neville Murray – dob, ütőhangszerek, programozás
- Sinéad O'Connor – ének
- John Reynolds – dob, programozás
- Charlie Ward – komputeres grafika
- Annie Whitehead – hangszerelés, kürtök hangszerelése, harsona
- Jah Wobble – basszusgitár, dob programozása, billentyűk, timbal, ének
- Jah Wobble's Invaders of the Heart – hangszerelés, producer